# 前橋市指定文化財一覧
前橋市指定文化財一覧（まえばしししていぶんかざいいちらん）は、群馬県前橋市指定の文化財の一覧である。指定日などを掲載する。

## 市指定重要文化財
| 指定物件名                                       | 指定年月日       | 所在地                               | 備考 |
| ------------------------------------------------ | ---------------- | ------------------------------------ | --- |
| 文政四年天川原村分間絵図                         | 昭和39年12月22日 | 文京町三丁目27-26 県立文書館         | |
| 文政四年前橋町絵図                               | 昭和39年12月22日 | 文京町三丁目27-26 県立文書館         | |
| 大徳寺総門                                       | 昭和39年12月22日 | 小相木町91 大徳寺                    | 正徳2年（1722年）。 |
| 廃覚動寺宝塔                                     | 昭和39年12月22日 | 公田町544-1 乗明院                   | 永和2年（1378年）の在銘。多宝塔と宝篋印塔の混合のような変型石塔。 |
| カロウト山古墳石棺                               | 昭和39年12月22日 | 三河町二丁目1-3 中川小学校           | |
| 書跡豊臣秀吉和歌短冊                             | 昭和39年12月22日 | 千代田町三丁目3-30 妙安寺            | |
| 笠薬師塔婆                                       | 昭和45年2月10日  | 問屋町二丁目3-4 稲荷神社             | 鎌倉時代のものと推定される。 |
| 結城政勝画像                                     | 昭和48年9月24日  | 朝日町四丁目29-24 孝顕寺             | |
| 酒井重忠画像                                     | 昭和48年9月24日  | 大手町三丁目17-22 源英寺             | |
| 東福寺鰐口                                       | 昭和48年9月24日  | 三河町一丁目9-18 東福寺              | 応永13年（1406年）の在銘。明治19年に赤城山小沼で発見。 |
| 小島田の供養碑                                   | 昭和48年9月24日  | 小島田町大門跡530                    | 仁治元年（1240年）の在銘。 |
| 大徳寺多宝塔                                     | 昭和48年9月24日  | 小相木町91 大徳寺                    | |
| 阿弥陀三尊画像板碑                               | 昭和48年9月24日  | 公田町544-1 乗明院                   | 弘安3年（1280年）の在銘。 |
| 東覚寺層塔                                       | 昭和48年9月24日  | 総社町総社1607 光巌寺                | 七重石塔。元は総社町高井の東覚寺跡にあったと伝わる。紀年はないが室町時代の作と推定。 |
| 日輪寺寛永の絵馬                                 | 昭和49年8月26日  | 日輪寺町412 日輪寺                   | |
| 産泰神社八稜鏡                                   | 昭和49年8月26日  | 高崎市綿貫町992-1 群馬県立歴史博物館 | |
| 慈照院千手観音坐像                               | 昭和50年12月24日 | 二之宮町1811 慈照院                  | |
| 伯牙弾琴鏡                                       | 昭和50年12月24日 | 本町二丁目7-2 八幡宮                 | |
| 光巌寺薬医門                                     | 昭和50年12月24日 | 総社町総社1607 光巌寺                | |
| 無量寿寺地蔵菩薩立像                             | 昭和50年12月24日 | 二之宮町甲764 無量寿寺               | |
| 無量寿寺十一面観音立像                           | 昭和50年12月24日 | 二之宮町甲764 無量寿寺               | |
| 二宮赤城神社梵鐘                                 | 昭和50年12月24日 | 二之宮町886 二宮赤城神社             | |
| 二宮赤城神社絵馬                                 | 昭和50年12月24日 | 二之宮町886 二宮赤城神社             | |
| 前橋藩刑場跡供養塔ならびに道しるべ               | 昭和50年12月24日 | 天川大島町290-5                      | |
| 宝禅寺異型板碑                                   | 昭和50年12月24日 | 上泉町1277-1 宝禅寺                  | 康永4年（1345年）の在銘。 |
| 山王の宝塔                                       | 昭和50年12月24日 | 山王町98-2                           | 無銘の赤城塔。南北朝時代と推定。 |
| 八幡宮文書 一巻九通                              | 昭和50年12月24日 | 本町二丁目7-2 八幡宮                 | |
| 前橋祇園祭札絵巻 二巻                            | 昭和50年12月24日 | 大手町二丁目12-9 市立図書館          | 宝暦3年（1753年）と文政11年（1828年）の絵巻。 |
| 酒井家史料 129点                                 | 昭和58年4月25日  | 大手町二丁目12-9 市立図書館          | 三上参次、山田安栄、辻善之助により大正2年12月完成。 |
| 二宮赤城神社の宝塔                               | 昭和58年4月25日  | 二之宮町886 二宮赤城神社             | 無銘の赤城塔。全面に黒漆を塗った痕跡がある。南北朝時代と推定。 |
| 埴輪踊る男子像                                   | 昭和58年4月25日  | 勝沢町719 芳賀小学校                 | |
| 普蔵寺供養塔                                     | 昭和59年3月12日  | 東大室町甲6 最善寺                   | 康正元年（1455年）の在銘。 |
| 一谷山記録 八冊                                  | 昭和60年3月27日  | 千代田町三丁目3-30 妙安寺            | |
| 妙安寺筆録（最頂院成賢筆） 一冊                  | 昭和60年3月27日  | 千代田町三丁目3-30 妙安寺            | |
| 妙安寺古系図 一巻                                | 昭和60年3月27日  | 千代田町三丁目3-30 妙安寺            | |
| 一谷山最頂院妙安寺縁起上・下二巻                 | 昭和60年3月27日  | 千代田町三丁目3-30 妙安寺            | |
| 唯信鈔（伝親鸞筆） 一冊                          | 昭和60年3月27日  | 千代田町三丁目3-30 妙安寺            | |
| 唯信鈔文意（伝成然筆） 一冊                      | 昭和60年3月27日  | 千代田町三丁目3-30 妙安寺            | |
| 葵紋幕付本多佐渡守正信奉書写 二張二通            | 昭和60年3月27日  | 千代田町三丁目3-30 妙安寺            | |
| 親鸞寿像遷座関係書状 28通                        | 昭和60年3月27日  | 千代田町三丁目3-30 妙安寺            | |
| 絹本著色蓮如上人像 一幅                          | 昭和60年3月27日  | 高崎市綿貫町992-1 群馬県立歴史博物館 | |
| 円満寺薬師如来坐像 一体                          | 昭和60年3月27日  | 後閑町578 円満寺                     | |
| 円満寺石造阿弥陀三尊坐像 三体                    | 昭和60年3月27日  | 後閑町383-1 円満寺薬師堂             | |
| 旧関根家住宅 一棟                                | 昭和60年3月27日  | 西大室町2510 大室公園内              | |
| 絹本著色九字名号                                 | 昭和61年6月6日   | 高崎市綿貫町992-1 群馬県立歴史博物館 | |
| 絹本著色十字名号                                 | 昭和61年6月6日   | 千代田町三丁目3-30 妙安寺            | |
| 富田の宝塔                                       | 昭和61年6月6日   | 富田町33                             | 無銘の赤城塔。大福寺の宝塔に酷似するがやや古風。 |
| 奈良三彩小壷 付桧峯遺跡62号住居址出土遺物        | 昭和61年10月30日 | 岩神町三丁目1-1 総合教育プラザ       | |
| 前橋藩主松平家奉納能装束一式                     | 昭和62年6月24日  | 大手町三丁目13-19 東照宮             | |
| 前橋藩主松平家陣羽織                             | 昭和62年6月24日  | 大手町三丁目13-19 東照宮             | |
| 前橋藩主松平家軍配                               | 昭和62年6月24日  | 大手町三丁目13-19 東照宮             | |
| 石造地蔵菩薩坐像                                 | 昭和63年8月3日   | 総社町植野150 元景寺                 | 応永28年（1421年）の在銘。 |
| 大福寺の宝塔                                     | 平成2年4月10日   | 鳥羽町717 大福寺                     | 応永25年（1418年）の在銘の赤城塔。 |
| 小島田の阿弥陀如来坐像                           | 平成2年4月10日   | 小島田町504                          | 延徳5年（1493年）の在銘。実際には延徳4年に改元。 |
| 鳥羽の大日如来及び笠塔姿                         | 平成3年4月12日   | 鳥羽町813 鳥羽町東部公民館内         | |
| 徳蔵寺の懸仏 三面                                | 平成3年4月12日   | 元総社町一丁目31-38 徳蔵寺           | |
| 神明宮の甲冑                                     | 平成4年4月14日   | 岩神町三丁目1-1 総合教育プラザ       | |
| 前橋藩家老小河原左宮の甲冑 附旗差物              | 平成4年4月14日   | 荒牧町894-1                          | |
| 麻本著色両界曼荼羅 一対                          | 平成4年4月14日   | 元総社町一丁目31-38 徳蔵寺           | |
| 総社神社拝殿                                     | 平成5年4月16日   | 元総社町一丁目31-45 総社神社         | |
| 享保十五年天川町絵図                             | 平成5年4月16日   | 文京町三丁目27-26 県立文書館         | |
| 観昌寺の宝塔                                     | 平成5年4月16日   | 西大室町1673 観昌寺                  | 無銘の赤城塔。南北朝時代と推定。 |
| 江木の宝塔                                       | 平成6年4月19日   | 江木町224-1 共同墓地                 | 無銘の赤城塔。室町時代と推定。 |
| 光巌寺の打敷・油単並びに幡                       | 平成7年4月20日   | 総社町総社1607 光巌寺                | |
| 光巌寺の石幢                                     | 平成7年4月20日   | 総社町総社1607 光巌寺                | 明応4年（1495年）の在銘の輪廻塔。 |
| 亀里町阿内宿の石幢                               | 平成7年4月20日   | 亀里町1203-2 阿内宿公民館内          | 明応7年（1498年）の在銘の輪廻塔。 |
| 石山寺蒔絵机                                     | 平成9年4月21日   | 総社町総社1607 光巌寺                | |
| 三具足 一具                                      | 平成9年4月21日   | 総社町総社1607 光巌寺                | |
| 輪口瓜形釜 伝芦屋 一口 附極め書 三通             | 平成9年4月21日   | 総社町総社1607 光巌寺                | |
| 石造観音菩薩坐像                                 | 平成10年4月10日  | 田口町544-1 宝林寺                   | 応永20年（1413年）の在銘。 |
| 旧諏訪神社の宝物                                 | 昭和52年3月1日   | 堀越町1392                           | |
| 堀越掛舞台下座一対                               | 昭和52年3月1日   | 堀越町1392                           | |
| 大胡神社の算額                                   | 平成6年4月5日    | 河原浜町638                          | |
| 鼻毛石一本木の板碑群                             | 昭和53年4月1日   | 鼻毛石町766                          | |
| 柏倉丸山上野南渓の碑                             | 昭和53年4月1日   | 柏倉町226-2                          | |
| 赤城寺の石幢                                     | 昭和53年4月1日   | 鼻毛石町147-1 赤城寺                 | |
| 宿の平の宝塔（忠治の赤城塔）                     | 昭和53年4月1日   | 苗ヶ島町2036-3                       | 元亨4年（1324年）の紀年銘がある。 |
| 苗ヶ島小林の石造物群（小林の赤城塔）             | 昭和53年4月1日   | 苗ヶ島町599                          | |
| 大前田世良田薬師の石造阿弥陀如来坐像             | 昭和53年4月1日   | 大前田町542-1                        | |
| 金剛寺の石幢                                     | 昭和53年4月1日   | 苗ヶ島町1144 金剛寺                  | 永正3年（1506年）の紀年銘がある。六地蔵を刻した輪廻塔。 |
| 湯の沢薬師地蔵                                   | 昭和53年4月1日   | 苗ヶ島町2034                         | |
| 三夜沢眞隅田家地鎮尊                             | 昭和53年4月1日   | 三夜沢町107-1                        | |
| 赤城神社境内神代文字の碑                         | 昭和53年4月1日   | 三夜沢町114 赤城神社                 | |
| 鼻毛石の宝塔（赤城塔）                           | 昭和53年4月1日   | 鼻毛石町963                          | |
| 鼻毛石鎌田の石造阿弥陀如来坐像                   | 昭和53年4月1日   | 鼻毛石町656-1                        | |
| 柏倉の板碑群                                     | 昭和53年4月1日   | 柏倉町582                            | |
| 東昌寺石造薬師如来坐像                           | 昭和53年4月1日   | 柏倉町1428-1 東昌寺                  | |
| 柏倉六本木家墓地の石造物群                       | 昭和53年4月1日   | 柏倉町1940                           | |
| 三夜沢の五輪塔群                                 | 昭和53年4月1日   | 三夜沢町19                           | |
| 三夜沢の石殿                                     | 昭和53年4月1日   | 三夜沢町191                          | |
| 三夜沢赤城神社の宝塔（赤城塔）                   | 昭和53年4月1日   | 三夜沢町114 赤城神社                 | |
| 石殿（おびんづる様）                             | 昭和53年4月1日   | 苗ヶ島町1147-2 金剛寺                | |
| 赤城塔（並木道祖神）                             | 昭和53年4月1日   | 苗ヶ島町1147-2 金剛寺                | |
| 石殿（開山円義上人の墓）                         | 昭和54年4月1日   | 苗ヶ島町1144 金剛寺                  | |
| 石灯籠                                           | 昭和54年4月1日   | 苗ヶ島町1100-1                       | |
| 苗ヶ島西原の石殿                                 | 昭和54年4月1日   | 苗ヶ島町1088-1 苗島神社              | |
| あ・うん石仏                                     | 昭和54年4月1日   | 馬場町29-1 稲荷神社                  | |
| 馬場の石造物群                                   | 昭和54年4月1日   | 馬場町459-1                          | |
| 馬場古屋敷の石造物群                             | 昭和54年4月1日   | 馬場町402-8、馬場町409-5             | |
| 三夜沢眞隅田家の板碑                             | 昭和54年4月1日   | 三夜沢町107-1                        | |
| 金剛寺木造十一面観音坐像                         | 昭和54年4月1日   | 苗ヶ島町1147-2 金剛寺                | |
| 長刀                                             | 昭和54年4月1日   | 三夜沢町116                          | |
| 赤城山荒山野論裁許絵図                           | 昭和54年4月1日   | 苗ヶ島町2034、三夜沢町116            | |
| 市之関住吉神社算額（宮城流算額）                 | 昭和54年4月1日   | 市之関町665 住吉神社                 | |
| 馬頭観世音懸仏                                   | 昭和54年4月1日   | 柏倉町1023-1 諏訪神社                | |
| 柏倉の銅造阿弥陀如来坐像                         | 昭和54年4月1日   | 柏倉町3956                           | |
| 三夜沢杉下家の板碑                               | 昭和54年4月1日   | 三夜沢町104                          | |
| 金剛寺の懸仏                                     | 昭和54年4月1日   | 苗ヶ島町1147-2 金剛寺                | 弘安2年（1279年）の在銘。 |
| 金剛寺本堂の欄間彫刻                             | 昭和59年6月21日  | 苗ヶ島町1147-2 金剛寺                | |
| 鼻毛石竹内の石造地蔵菩薩立像                     | 昭和60年2月12日  | 鼻毛石町837-1                        | |
| 赤城寺の種子十三仏塔                             | 昭和60年2月12日  | 鼻毛石町141-1                        | |
| 金剛寺の宝篋印塔                                 | 昭和60年2月12日  | 苗ヶ島町1147-2 金剛寺                | |
| 金剛寺の石造五層塔                               | 昭和60年2月12日  | 苗ヶ島町1147-2 金剛寺                | |
| 苗ヶ島の芭蕉句碑                                 | 昭和60年2月12日  | 苗ヶ島町1117-1                       | |
| 狂歌合わせの額                                   | 昭和63年2月13日  | 市之関町665 住吉神社                 | |
| 折句合わせの額                                   | 昭和63年2月13日  | 市之関町665 住吉神社                 | |
| 滝沢不動明王像                                   | 昭和43年9月1日   | 粕川町中之沢滝沢                     | 応永13年（1406年）に邑楽郡佐貫庄司、藤原又太郎沙弥道広が奉納したと伝わる銅造仏。 |
| 三ケ尻の宝塔（赤城塔）                           | 昭和43年9月1日   | 粕川町深津994                        | 鎌倉時代の赤城塔。 |
| 近戸神社神輿                                     | 昭和49年5月1日   | 粕川町月田1261 近戸神社              | |
| 稲里の石造馬頭観世音立像                         | 昭和49年5月1日   | 粕川町稲里481-1                      | |
| 石造薬師三尊立像                                 | 平成17年4月19日  | 亀泉町317                            | 南北朝時代の作と推定。 |
| 珊瑚寺の板碑と多宝塔                             | 昭和36年5月6日   | 富士見町石井1227                     | 板碑には正和4年（1315年）、建武元年（1334年）、建武2年の紀年銘がある。 |
| 萩林庵の阿弥陀像                                 | 昭和45年5月25日  | 富士見町原之郷甲1791                 | 銅造の立像。応永34年（1427年）の銘文がある。 |
| 横室の宝篋印塔                                   | 昭和46年2月11日  | 富士見町横室185                      | 正長元年（1428年）の紀年銘がある。 |
| 時沢の仁王と多宝塔                               | 昭和47年7月3日   | 富士見町時沢685                      | 多宝塔は無銘の赤城塔で南北朝時代と推定。 |
| 不入の蔵骨器                                     | 昭和48年3月21日  | 富士見町石井1116                     | 明治時代に発見された石製蔵骨器。 |
| 旧小暮一の鳥居                                   | 平成7年10月1日   | 富士見町小暮814                      | 宝暦11年（1761年）に小暮で建てられ、天明4年（1784年）に現在の大鳥居の位置に移された。昭和40年（1965年）に道路拡幅に伴い大洞へ移されたが、風雪害のため小暮神社へ移築された。額の「赤城山」は角田無幻の手による。 |
| 原西の阿弥陀座像                                 | 平成12年4月28日  | 富士見町原之郷551-2                  | |
| 伝 大胡太郎の墓石                                | 昭和50年7月1日   | 堀越町1240 長善寺                    | 貞和3年（1347年）の紀年銘のある石造多宝塔。 |
| 龍性寺の石幢                                     | 昭和52年3月1日   | 茂木町1203 龍性寺                    | |
| 堀越共同墓地の石幢                               | 昭和52年3月1日   | 堀越町2122                           | |
| 鹿沼家墓地の石幢                                 | 昭和52年3月1日   | 上大屋町133                          | |
| 斉藤多須久翁の碑                                 | 昭和53年4月1日   | 苗ヶ島町1061-1                       | |
| 北爪将監の供養塔                                 | 昭和53年4月1日   | 鼻毛石町147-1 赤城寺                 | |
| 前橋領主松平大和守家の甲冑                       | 平成24年3月15日  | 岩神町三丁目1-1 総合教育プラザ       | |
| 松平大和守直矩筆絹本著色菊図                     | 平成25年3月19日  | 朝日町四丁目33番13号 孝顕寺          | |
| 松平大和守直矩書写紺紙金泥妙法蓮華経提婆達多品   | 平成25年3月19日  | 朝日町四丁目33番13号 孝顕寺          | |
| 前橋藩酒井家前橋城絵図 附 上野国絵図ほか関係資料 | 平成28年3月15日  | 大手町二丁目12-9 市立図書館          | |

## 市指定史跡
| 指定物件名             | 指定年月日       | 所在地                       | 備考 |
| ---------------------- | ---------------- | ---------------------------- | --- |
| 前橋藩主酒井氏歴代墓地 | 昭和39年12月22日 | 紅雲町二丁目8-15 龍海院      | |
| 前橋城車橋門跡         | 昭和39年12月22日 | 大手町二丁目5-3              | |
| 新田塚古墳             | 昭和45年2月10日  | 上泉町新田塚2694-2           | |
| 経塚古墳               | 昭和48年9月24日  | 東善町経塚乙737              | |
| オブ塚古墳             | 昭和48年9月24日  | 勝沢町420                    | 全長35ｍの前方後円墳。 |
| 下村善太郎の墓         | 昭和49年8月26日  | 紅雲町二丁目8-15 龍海院      | |
| 亀塚山古墳             | 昭和54年3月26日  | 山王町一丁目28-3             | |
| 本城氏の墓 三基        | 昭和54年3月26日  | 紅雲町一丁目9-14 長昌寺      | 最上騒動により浪人となった本城満茂が酒井忠世の客分となったことに始まり、のちに家臣となった。                                                       |
| 秋元氏墓地             | 昭和56年4月27日  | 総社町植野150 元景寺         | 総社藩主秋元氏の墓地。 |
| 秋元氏歴代墓地         | 昭和56年4月27日  | 総社町総社1606 宝塔山古墳    | |
| 今井神社古墳           | 昭和56年4月27日  | 今井町818 今井神社           | 全長71ｍの前方後円墳。 |
| 塩原塚古墳             | 昭和58年4月25日  | 田口町字千手堂582-7          | 直径14mの円墳。 |
| 王山古墳               | 昭和59年3月12日  | 大渡町一丁目6-1              | |
| 二宮赤城神社社地       | 昭和59年3月12日  | 二之宮町886 二宮赤城神社     | |
| 金冠塚古墳             | 昭和61年6月6日   | 山王町一丁目13-3             | |
| 高須家墓地             | 平成8年4月5日    | 三河町一丁目19-37 正幸寺     | 前橋藩主酒井氏の家老を務めた高須隼人の家系。 |
| 不二山古墳             | 平成9年4月21日   | 文京町三丁目151-6            | 全長50mの前方後円墳。 |
| 牧野家墓地             | 昭和50年7月1日   | 堀越町1259 養林寺            | 大胡藩主牧野氏の墓地。 |
| 稲荷塚古墳             | 昭和50年7月7日   | 上大屋町8                    | |
| 東宮鐡男大佐の墓       | 昭和53年4月1日   | 苗ヶ島町1150 金剛寺墓地      | |
| 馬場の大燈籠           | 昭和53年4月1日   | 馬場町56-2                   | |
| 白山古墳               | 昭和53年4月1日   | 苗ヶ島町1659                 | 昭和29年（1954年）に和同開珎が発見されたことから調査が行われ、古墳と認められた。                                                                   |
| 新山古墳               | 昭和53年4月1日   | 馬場町104-3                  | |
| 市之関縄文前期遺跡     | 昭和53年4月1日   | 市之関町353-2他              | |
| 柏倉殿替戸砦跡         | 昭和53年4月1日   | 柏倉町1412-1                 | |
| 片並木製鉄跡           | 昭和53年4月1日   | 苗ヶ島町1796-5               | |
| 枡形遺跡               | 昭和53年4月1日   | 苗ヶ島町2732他               | |
| 大前田栄五郎の墓       | 昭和53年4月1日   | 大前田町1785-7               | |
| 大前田内出居砦跡       | 昭和54年4月1日   | 大前田町1328-1他             | |
| 小池文七郎の墓         | 昭和54年4月1日   | 市之関町728                  | |
| 宿の平城跡             | 昭和55年4月1日   | 苗ヶ島町2062-1他             | |
| 大平縄文住居跡遺構     | 昭和43年9月1日   | 粕川町室沢869                | |
| 大林縄文住居跡遺構     | 昭和43年9月1日   | 粕川町室沢1-45他             | |
| 室沢砦跡               | 昭和49年5月1日   | 粕川町室沢938-2他            | |
| 深津坂田城跡（深津館） | 昭和49年5月1日   | 粕川町深津1357-2他           | |
| 女渕城跡               | 昭和49年5月1日   | 粕川町女渕1221-1他           | 戦国時代の城郭跡。長尾顕長の支配下となり、新井氏が置かれた。『儒職家系』巻四には新井白石の曽祖父新井図書允が勢多郡小乗淵或いは女淵城を守るとある。 |
| 中村城跡               | 昭和49年5月1日   | 粕川町中496他                | |
| 宇通遺跡               | 昭和57年9月1日   | 粕川町中之沢456他            | |
| 五代大日塚古墳         | 平成17年4月19日  | 五代町214                    | 原型をとどめないが前方後円墳であったとみられる。                                                                                                   |
| 九十九山古墳           | 昭和49年12月1日  | 富士見町原之郷275-1          | 九十九山の山頂を利用した全長約60ｍの前方後円墳。                                                                                                   |
| 皆沢焼窯跡             | 昭和51年6月14日  | 富士見町皆沢江戸窪           | 『前橋藩日記』文政5年12月24日条に藩営の皆沢焼物場を民間に移管したとある。天保末年頃まで製作の記録がある。                                          |
| 旧赤城神社参道松並木   | 昭和62年9月30日  | 富士見町時沢1866             | |
| 荒子杉山古墳           | 平成22年3月19日  | 荒子町字新宿1188-19他        | |
| 遠見山古墳             | 平成22年3月19日  | 総社町総社字給人城川甲1410他 | |
| 古屋敷古墳             | 昭和54年4月1日   | 馬場町458                    | |

## 市指定重要有形民俗文化財
| 指定物件名                             | 指定年月日      | 所在地                                 | 備考                         |
| -------------------------------------- | --------------- | -------------------------------------- | ---------------------------- |
| 駒形牛頭天王の獅子頭 一対              | 昭和57年4月26日 | 駒形町710 駒形神社                     |                              |
| 稲荷新田の薬師                         | 平成3年4月12日  | 稲荷新田町458 稲荷新田町公民館         | 南北朝時代の作と推定。       |
| 泉沢の人形 附小道具等一括              | 平成6年4月19日  | 粕川町膳89 出土文化財管理センター      |                              |
| 込皆戸三番叟人形一括                   | 昭和43年9月1日  | 粕川町膳89 出土文化財管理センター      |                              |
| 堀下の仏像群                           | 昭和52年3月1日  | 堀越町969-1                            |                              |
| 金剛寺の双体道祖神                     | 昭和53年4月1日  | 苗ヶ島町1147-2 金剛寺                  |                              |
| 鼻毛石の線刻不動尊（爪ひき不動尊）     | 昭和53年4月1日  | 鼻毛石町329-1                          |                              |
| 鼻毛石天神の五輪塔                     | 昭和53年4月1日  | 鼻毛石町201-31                         |                              |
| 苗ヶ島石合薬師の石殿（石合薬師）       | 昭和54年4月1日  | 苗ヶ島町503                            |                              |
| 山街道の薬師如来坐像（山街道薬師）     | 昭和54年4月1日  | 苗ヶ島町631-1                          |                              |
| 苗ヶ島町石合の石造物群                 | 昭和54年4月1日  | 苗ヶ島町501                            |                              |
| 柏倉の双体道祖神                       | 昭和54年4月1日  | 柏倉町1321-3                           |                              |
| 馬場の石造馬頭観世音立像               | 昭和54年4月1日  | 馬場町29-1 稲荷神社                    |                              |
| 柏倉諏訪神社の歌舞伎舞台               | 昭和54年4月1日  | 柏倉町1023-1 諏訪神社                  |                              |
| 鼻毛石竹内の双体道祖神                 | 昭和60年2月12日 | 鼻毛石町837-1                          |                              |
| 大前田西原の石造物群（凝灰岩薬師石仏） | 昭和63年2月13日 | 大前田町1380-1                         |                              |
| 大前田久保の石造地蔵菩薩立像           | 平成4年3月19日  | 大前田町1738-1                         |                              |
| 大胡宿の道しるべ                       | 昭和50年7月1日  | 大胡町80                               | 文化6年（1809年）建立。      |
| 河原浜の道しるべ                       | 昭和50年7月1日  | 河原浜町730                            | 年号はないが江戸時代中期か。 |
| 市之関の供養塚群                       | 昭和53年4月1日  | 市之関町467-1                          |                              |
| 馬場の馬頭観音の碑                     | 昭和53年4月1日  | 馬場町67-1                             |                              |
| 苗ヶ島下田中の稲荷宮（稲荷様）         | 昭和53年4月1日  | 苗ヶ島町541-2                          |                              |
| 赤城神社御神幸の輿懸                   | 昭和55年4月1日  | 柏倉町902                              |                              |
| 平和町（旧向町）雷電神社の山車         | 平成25年3月19日 | 平和町一丁目8番1号雷電神社社務所山車庫 |                              |

## 市指定重要無形民俗文化財
| 指定物件名                            | 指定年月日      | 所在地                        | 備考                                                                                         |
| ------------------------------------- | --------------- | ----------------------------- | -------------------------------------------------------------------------------------------- |
| 前橋鳶木遣り纏振り梯子乗り            | 平成4年4月14日  | 城東町二丁目7-10 中村組       |                                                                                              |
| 二宮赤城神社の御神幸                  | 平成5年4月16日  | 二之宮町886 二宮赤城神社      |                                                                                              |
| 総社神社の筒粥置炭式                  | 平成5年4月16日  | 元総社町一丁目31-45 総社神社  |                                                                                              |
| 御霊神社太々神楽                      | 昭和43年9月1日  | 粕川町女渕1174-1 御霊神社     |                                                                                              |
| 込皆戸操り人形式三番叟                | 平成12年3月30日 | 粕川町込皆戸129-1 白山神社    |                                                                                              |
| 立石諏訪神社の獅子舞                  | 平成18年4月18日 | 総社町植野464他 諏訪神社      |                                                                                              |
| 江田鏡神社の獅子舞                    | 平成20年3月19日 | 江田町689 鏡神社              |                                                                                              |
| 二宮赤城神社太々神楽                  | 平成21年3月24日 | 二之宮町886 二宮赤城神社      |                                                                                              |
| 総社神社太々神楽                      | 昭和48年9月24日 | 元総社町一丁目31-45 総社神社  |                                                                                              |
| 野良犬獅子舞                          | 昭和48年9月24日 | 清野町346 八幡宮              |                                                                                              |
| 産泰神社太々神楽                      | 昭和48年9月24日 | 下大屋町569 産泰神社          |                                                                                              |
| 片貝神社太々神楽                      | 昭和48年9月24日 | 東片貝町464-1 片貝神社        |                                                                                              |
| 泉沢の獅子舞                          | 昭和49年8月26日 | 泉沢町44 泉沢神社             |                                                                                              |
| 春日神社太々神楽                      | 昭和49年8月26日 | 上佐鳥町368 春日神社          |                                                                                              |
| 稲荷藤節                              | 昭和49年8月26日 | 泉沢町588 泉沢町公民館        |                                                                                              |
| 植野稲荷神社太々神楽 附面4点・衣装3点 | 平成11年4月20日 | 総社町桜が丘1039-2他 稲荷神社 |                                                                                              |
| 大胡神社太々神楽                      | 昭和44年7月7日  | 河原浜町615 大胡神社          |                                                                                              |
| 三夜沢赤城神社太々神楽                | 昭和60年7月4日  | 三夜沢町114 赤城神社          |                                                                                              |
| 大前田諏訪神社の獅子舞                | 昭和60年7月4日  | 大前田町816 諏訪神社          |                                                                                              |
| 上泉の獅子舞 附獅子頭3点              | 昭和45年2月10日 | 上泉町1316-2 上泉町旧公民館   | 10月に上泉諏訪神社で舞われる。一人立ち。獅子頭は江戸時代のもので、眉間に鏡をつけるのが特色。 |
| 二之宮の式三番叟 附伝授書             | 昭和45年2月10日 | 二之宮町886 二宮赤城神社      |                                                                                              |

## 市指定天然記念物
| 指定物件名                       | 指定年月日      | 所在地                           | 備考 |
| -------------------------------- | --------------- | -------------------------------- | ---- |
| 前橋高等学校のラクウショウ       | 平成5年4月16日  | 下沖町321-1 前橋高等学校         |      |
| 総社神社の社叢けやき 6本         | 平成9年4月21日  | 元総社町一丁目31-45 総社神社     |      |
| 西大室町公民館のオハツキイチョウ | 平成10年4月10日 | 西大室町1684 西大室町公民館      |      |
| 元総社町石井家のクスノキ         | 平成11年4月20日 | 元総社町2221                     |      |
| 井出上神社のシイ                 | 平成12年4月14日 | 飯土井町甲1 井出上神社           |      |
| 春日神社のケヤキ                 | 平成12年4月14日 | 上佐鳥町374 春日神社             |      |
| 柊樹林                           | 昭和44年6月27日 | 河原浜町393                      |      |
| 三夜沢のブナ                     | 昭和55年4月1日  | 三夜沢町354-1                    |      |
| 大穴のブナ                       | 平成4年8月18日  | 柏倉町                           |      |
| 金剛寺のナツメ                   | 平成13年3月21日 | 苗ヶ島町1147-2 金剛寺            |      |
| 大胡神社のムクロジ               | 平成20年3月19日 | 河原浜町615 大胡神社             |      |
| 沼の窪のザゼンソウ               | 平成7年10月1日  | 富士見町赤城山（沼の窪市有林内） |      |
| 大室公園のコナラ                 | 平成23年3月29日 | 西大室町2142 大室公園            |      |